# Trachelas chamoli
Espèce
Trachelas chamoli est une espèce d'araignées aranéomorphes de la famille des Trachelidae.

## Distribution
Cette espèce est endémique d'Uttarakhand en Inde,.

## Description
La femelle holotype mesure 3,53 mm.

## Étymologie
Son nom d'espèce lui a été donné en référence au lieu de sa découverte, le district de Chamoli.

## Publication originale
- Quasin, Siliwal & Uniyal, 2018 : New species of Trachelas (Araneae: Trachelidae) from Nanda Devi Biosphere Reserve-Western Himalaya, India. Journal of Asia-Pacific Biodiversity, vol. 11, no 1, p. 158-160.